# Kishoreganj
Kishoreganj è un sottodistretto (upazila) del Bangladesh situato nel distretto di Nilphamari, divisione di Rangpur. Si estende su una superficie di 264,98 km² e conta una popolazione di 246.201 abitanti (dato censimento 1991).